# Эдинбург (остров)
Эдинбу́рг (англ. Edinburgh) — необитаемый остров, расположенный в заливе Коронейшен к югу от острова Виктория и относящийся к канадской территории Нунавут. Наивысшая точка острова достигает 103 метра над уровнем моря.

## История
Ранее на острове располагалась диспетчерская станция Северной системы предупреждения (ранее — Линия «Дью»).